# كريغ روبرتس
كريغ روبرتس (بالإنجليزية: Craig Roberts)‏ (و. 1991 – م) هو ممثل، وكاتب سيناريو، وممثل أفلام، من المملكة المتحدة.

## وصلات خارجية
- كريغ روبرتس على موقع IMDb (الإنجليزية)
- كريغ روبرتس على موقع ألو سيني (الفرنسية)
- كريغ روبرتس على موقع أول موفي (الإنجليزية)
- كريغ روبرتس على موقع قاعدة بيانات الأفلام السويدية (السويدية)
- كريغ روبرتس على موقع قاعدة بيانات الفيلم (الإنجليزية)
- كريغ روبرتس على موقع كينوبويسك (الروسية)